# Battista Castello

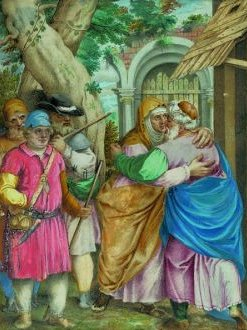
Sant'Anna e san Giocchino di Battista Castello.

Giovanni Battista Castello, detto Il Genovese (Genova, 1547 – Genova, 1637), è stato un pittore, miniatore e orafo italiano.

## Biografia
Giovanni Battista Castello, noto semplicemente con il nome Battista, nacque a Genova intorno al 1547 da Antonio e Geronima Macchiavello.
Era conosciuto come il Genovese per distinguerlo dall'omonimo Giovanni Battista Castello detto il Bergamasco, anch'egli attivo nel capoluogo ligure, ma di una ventina d'anni più vecchio di lui. Il suo stile pittorico venne influenzato da quello di Luca Cambiaso.
Fratello maggiore di Bernardo Castello, oltre ad essere apprezzato pittore si distinse come orafo e miniatore. Nel 1584 venne chiamato alla corte di Filippo II di Spagna come miniatore di codici destinati all'Escorial. Nel 1599 tornò nella sua città natale per ordine di Margherita d'Austria-Stiria con l'incarico di realizzare una copia del Mandylion conservato nella Chiesa di San Bartolomeo degli Armeni. Grandemente apprezzato per la sua arte, tanto che alcuni suoi lavori vennero omaggiati con sonetti da letterati come Angelo Grillo e Giovan Battista Marino, sia per le sue qualità morali, divenendo console dei pittori genovesi per l'approvazione della riforma delle regole della corporazione dei pittori e dei doratori locale. Come riconoscimento venne esentato dal pagamento delle tasse dalla Repubblica di  Genova.
Il Castello morì nella sua città natale nel 1637.

## Opere
- Madonna col Bambino, 1597, pergamena, 19x15, Palazzo Bianco, Genova.